# Anglisides
Anglisides (griechisch Αγγλισίδες, türkisch Aksu) ist ein Ort im Bezirk Larnaka in Zypern. Bei der letzten amtlichen Volkszählung im Jahr 2021 hatte der Ort 1253 Einwohner. Seit 1960 hat sich die Einwohnerzahl stetig von 564 bis auf mittlerweile etwa 1400 vergrößert.

## Lage

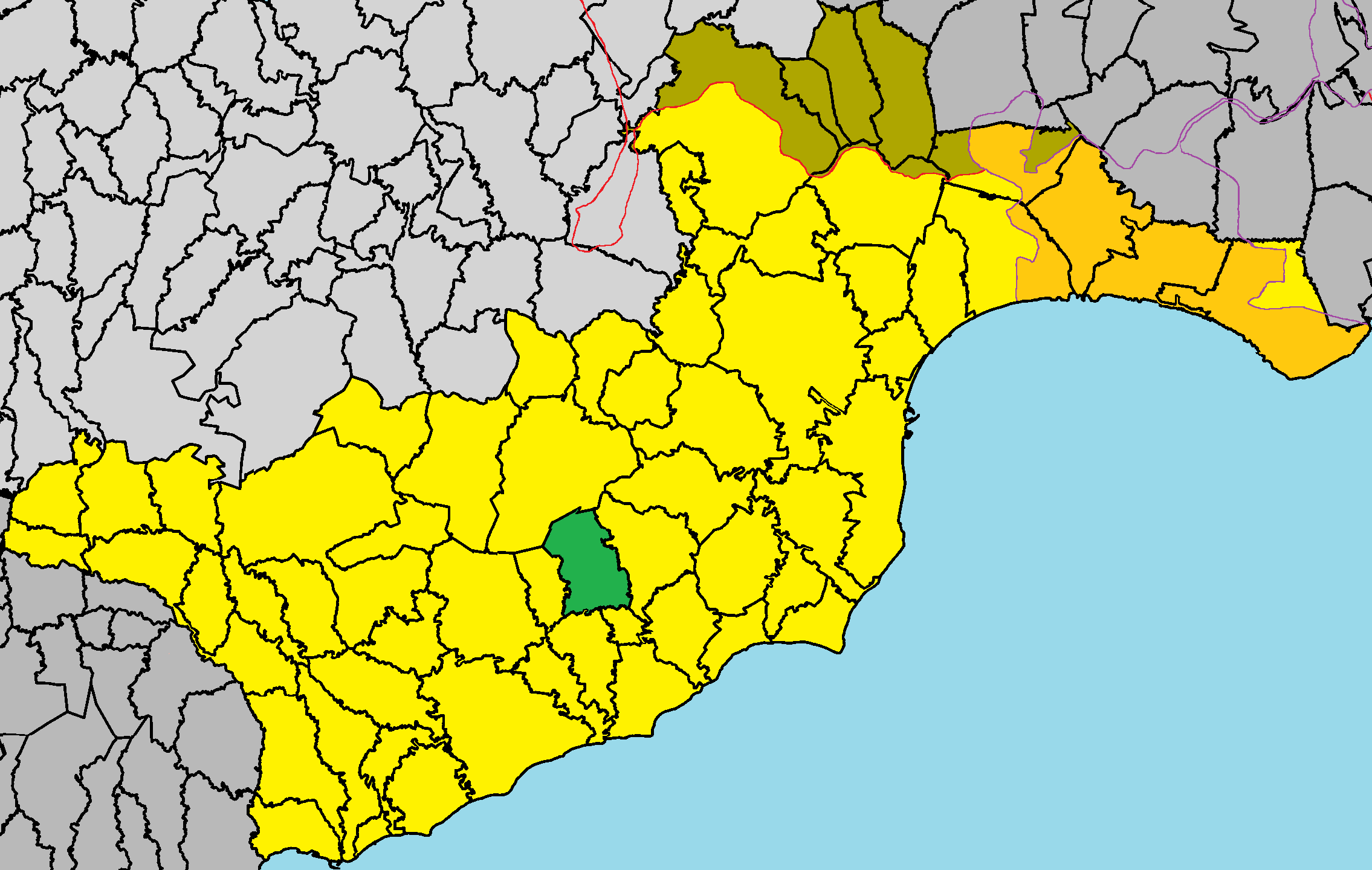
Lage im Bezirk Larnaka

Anglisides liegt in der südöstlichen Mitte der Insel Zypern auf 153 Metern Höhe, etwa 36 km südlich der Hauptstadt Nikosia, 16 km südwestlich von Larnaka und 43 km nordöstlich von Limassol.
Nördlich auf einem Berg befindet sich das Stavrovouni-Kloster, die Gegend rund um den Ort ist geprägt von Olivenbäumen, wie etwa einem circa 700 Jahre alten Olivenbaum im Ortsinneren. Im Dorf selbst befinden sich gleich mehrere Kirchen.
Orte in der Umgebung sind Pyrga im Norden, Alethriko im Osten, Aplanta und Anafotia im Süden sowie Menogia und Kofinou im Westen.